# Episiphon sowerbyi
Episiphon sowerbyi är en blötdjursart som först beskrevs av Guilding 1834.  Episiphon sowerbyi ingår i släktet Episiphon och familjen Gadilinidae. Inga underarter finns listade i Catalogue of Life.